# Quem Tem Medo do Feminismo Negro?
Quem tem medo do feminismo negro? é um livro de teoria feminista, especificamente do feminismo negro, da filósofa brasileira Djamila Ribeiro, publicado em 2018 pela editora Companhia das Letras em São Paulo. A obra reúne um longo ensaio autobiográfico inédito e artigos publicados pela autora na revista Carta Capital, entre os anos de 2014 e 2017. O livro se tornou rapidamente um best-seller sendo um dos mais vendidos da Festa Literária Internacional de Paraty (Flip) de seu ano.

## Conteúdo
O livro reúne ao todo 34 artigos de Djamila Ribeiro que foram publicados ao longo de quatro anos em sites, jornais e revistas. Nos textos selecionados a autora apresenta conceitos importantes do feminismo negro como interseccionalidade, empoderamento, racismo estrutural e racismo institucional. No prefácio, ela conta pouco da própria história como mulher negra e a discriminação sofrida na infância e adolescência, além das suas experiências como filha de um estivador, ativista e comunista, e seu consequente contato com as lutas do movimento negro dentro de casa.
A premissa para muitos dos artigos vem de reações de situações do cotidiano como o aumento da intolerância às religiões de matriz africana no Brasil; os ataques a mulheres negras conhecidas como a jornalista Maju ou a tenista Serena Williams.  A partir desses acontecimentos, Djamila destrincha conceitos teóricos.
Além disso, a filósofa inclui temas como redes sociais, políticas de cotas raciais e a história do feminismo negro nos Estados Unidos e no Brasil.

## Recepção
Quem tem medo do feminismo negro? foi desde o seu lançamento bem recebido pelo público e pela crítica, sendo considerado um best-seller e frequentemente citado como um dos principais livros da autora e parte do seu reconhecimento internacional.
O livro também é frequentemente citado pela mídia como uma referência nos temas abordados.